# Élection présidentielle américaine de 1924 dans le Wyoming
 (novembre 2023).
L'élection présidentielle américaine de 1924 dans le Wyoming a lieu le 4 novembre 1924 comme dans les 47 autres États qui composent alors les États-Unis. Les électeurs wyomingais choisissent des grands électeurs pour les représenter dans le collège électoral à travers un vote populaire. Le Wyoming dispose en 1924 de 3 grands électeurs. L'État donne l'ensemble de ses grands électeurs au candidat du Parti républicain, le président des États-Unis sortant Calvin Coolidge. 
Le candidat vainqueur de ce scrutin dans tout le pays sera également Coolidge, qui débutera un second mandat à la présidence des États-Unis le 4 mars 1925. 